# Philippe Henri de Girard

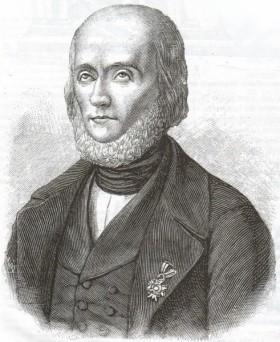
Philippe Henri de Girard, porträtiert von Henry Scheffer

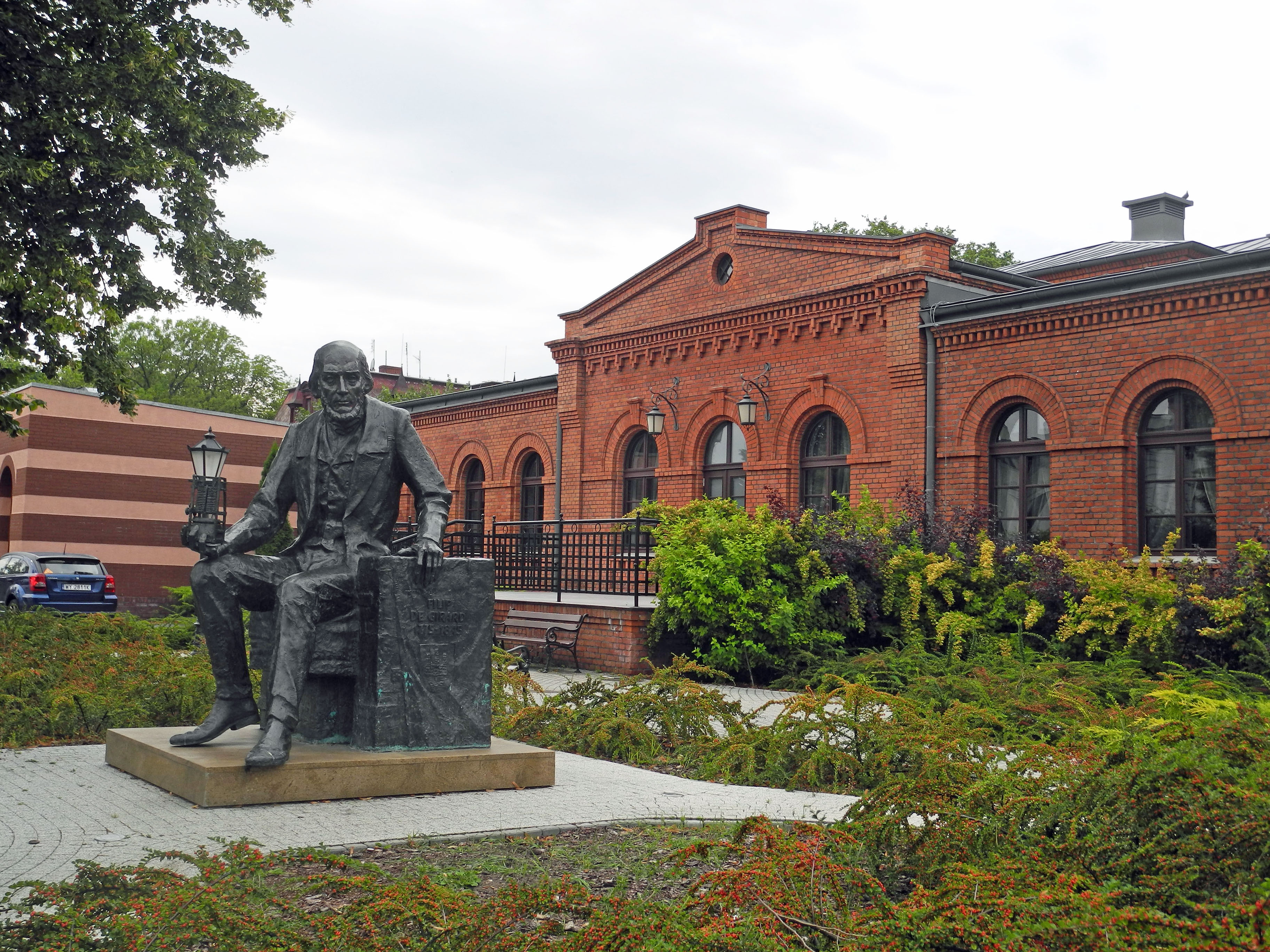
Denkmal des Philippe de Girard in Żyrardów

Philippe Henri de Girard (* 1. Februar 1775 in Lourmarin, Département Vaucluse; † 26. August 1845 in Paris) war ein französischer Techniker.
Er entstammt einer wohlhabenden Adelsfamilie und erhielt eine gute Schulbildung. Während der Französischen Revolution war die Familie gezwungen Frankreich zu verlassen. Um Geld zu verdienen, versuchte sich Girard in verschiedensten Berufen. Er war Maler, anschließend Seifenfabrikant in Livorno, sodann Fabrikant chemischer Produkte in Marseille. 1810 kehrte er nach Paris zurück, als Kaiser Napoleon Bonaparte einen Preis von einer Million Francs (der niemals ausgezahlt werden sollte) für die Erfindung einer Flachsspinnmaschine aussetzte. Ziel war es, ein Konkurrenzprodukt zu englischen Baumwollstoffen herzustellen, da die Kontinentalsperre englische Stoffimporte auf den europäischen Kontinent unterband.
Girard bemühte sich um die Konstruktion einer solchen und wurde durch seine am 8. Juli 1810 in Frankreich patentierte und beständig verbesserte Maschine der Begründer der mechanischen Flachsspinnerei, da spätere Erfindungen nur Fortschritte auf Basis seiner Entwicklung sind. Aufgrund des Endes der Napoleonischen Herrschaft im Jahr 1814 wurde dem hochverschuldeten Girard der Preis jedoch nicht ausgezahlt. 1815 nutzte er daher das Angebot der österreichischen Regierung, bei Hirtenberg eine Fabrik zu errichten. Im Jahr 1819 waren dort 20 Maschinen in Betrieb, doch ein finanzieller Erfolg blieb aus, da auch die Engländer ihre Web- und Spinnmaschinen stetig weiterentwickelten. Mehr Erfolg hatte 1837 Johann Faltis, der verbesserte Maschinen in Böhmen einführte. Ganz nebenbei sorgte Girard mit einer Erfindung zur Flussregulierung dazu, dass der Ort Hirtenberg eine automatische Schleuse erhielt und so vor Überschwemmungen geschützt war.
1817 bemühte sich Girard erneut vergeblich, das Preisgeld für seine Flachsmaschine in Frankreich zu erhalten. Auch in England fand seine Erfindung keine Beachtung. Dort war bereits 1814 ein Patent für eine derartige Maschine an einen Horace Hall ausgestellt worden. Dieses Patent stellte sich allerdings lediglich als eine Übersetzung seines französischen Patents heraus, doch konnte Girard keinen finanziellen Nutzen aus diesem Umstand ziehen. In der Folge versuchte er sich als Textilfabrikant in Lille, ging aber in der Wirtschaftskrise nach 1815 bankrott.
Ungeachtet des finanziellen Misserfolges in Österreich holte die russische Regierung den Ingenieur 1825 nach Warschau. Girard arbeitete im polnischen Bergbau, im Wasserbau und trieb die Zuckerproduktion sowie die Flachsspinnerei voran. Finanziert von Graf Heinrich Lubomirski baute er eine Fabrik auf. Da diese wenig Ertrag erwirtschafte, verkaufte der Graf die Fabrik, sodass sie schließlich der Bank von Polen zufiel. Diese wiederum verkaufte die Fabrik 1857 an die böhmische Firma Hille und Dietrich aus Schönlind. Nach einer Modernisierung arbeiteten dort um 1872 bereits 3000 Menschen. Aber Girard war nicht vergessen, sodass ihm zu Ehren bereits 1827 der kleine Ort Ruda Guzowska, wo Lubomirski die Fabrik hatte errichten ließ, in Żyrardów (dt.: Girardowe) – der polnischen Version des französischen Namens Girard – umbenannt wurde.
Girard selber war inzwischen Chef des polnischen Bergwesens geworden. Er sympathisierte mit den Revolutionären in Polen und wurde angeklagt, jenen Waffen geliefert zu haben. Nur seine Verdienste um den polnischen Bergbau verhinderten, dass er nach Sibirien verbannt wurde.
Im Jahr 1842 wurden seine Verdienste von der Societe d'Encouragement pour l'Industrie Nationale anerkannt. Daher kehrte er im Jahr 1844 nochmal nach Frankreich zurück, wo ihn Comtesse de Vernede de Corneillan, eine Enkelin seines verstorbenen Bruders, aufnahm.
Er versuchte noch einmal vergeblich sein Preisgeld zu erhalten und starb am 26. August 1845 in Paris.
Erst im Jahr 1853 kannte die Nationalversammlung seinen Anspruch an und seine zwei noch lebenden Erben erhielten jeweils eine Rente von 6000 Franc.
Girard erfand außerdem ein achromatisches Fernrohr, worin das Glas durch eine Flüssigkeit ersetzt wurde. Bereits 1806 zeigte er auf der Pariser Ausstellung eine rotierende Dampfmaschine und 1813 eine Dampfkanone. Früher als Jacob Perkins, der dergleichen 1824 vorführte. Außerdem erfand Girard den Röhrenkessel für Dampfmaschinen.
Während seines Aufenthalts in Österreich konstruierte er ein Musikinstrument namens Tremolophon. In Warschau baute er Chronothermometer, das an der Fassade der Bank angebracht wurde.
Ferner entwickelte er unter anderem ein hydraulisches Rad, einen Apparat zur Gewinnung und Abdampfung des Runkelrübensaftes, ein Gerät mit dem sphärische Körper mit großer Genauigkeit in Rotation versetzt werden konnten sowie einen Apparat zum Erhitzen der Luft in Hochöfen.